# Janet Jackson (album)
Janet Jackson is het eerste studio-album van zangeres Janet Jackson.
Het album kwam uit op 21 september 1982. Janet was toen 16 jaar.
Haar vader Joseph Jackson had ervoor gezorgd dat zijn dochter
in navolging van haar andere familieleden ook een platencontract
mocht tekenen. A&M Records legde Jackson vervolgens vast.
Janet had in de jaren voor haar eerste cd al eerder wat
muziek geschreven en daarnaast had ze ook al wat zang- en
podiumervaring tijdens de variétéshows die de familie Jackson
jaren eerder gaf. Janet werd razendsnel de publiekslieveling.
Jackson speelde voor haar muzikale debuut nog in tv-series als
Good Times en Diff'rent Strokes waarin men haar als groot 
talent zag.
Haar eerste album (o.a. geproduceerd door René Moore en Angela
Winbush) en vooral de singles deden het helemaal niet verkeerd
in de hitlijsten. Zo kwam Young Love tot nummer 64 in de
Billboard Hot 100 (nummer 6 in de Hot R&B Songs) en de single 
Say You Do bereikte plaats 11 in de Billboard Dance Music/Club
Play. Dit waren de twee grootste successen op de plaat. 
Verdere singles waren Come Give Your Love To Me, 
Love And My Best Friend en Don't Mess Up This Good Thing.
Ter promotie trad ze op in een aantal tv-programma's. 
Zelf heeft ze de nummers Say You Do en Young Love alleen
weer eens gezongen tijdens haar Rock Witchu Tour uit 2008
waar fans mochten stemmen op hun favoriete Janet-nummers en deze
twee singles bij de meeste stemmen zaten.